# Гояс (футбольный клуб)
«Гоя́с» (порт.-браз. Goiás Esporte Clube) — бразильский футбольный клуб из города Гояния, штат Гояс. Клуб является одним из самых сильных и титулованных в своём штате, 28 раз становился чемпионом (другие известные команды штата — «Вила-Нова» (15) и «Атлетико Гоияниенсе» (13). С 1998 года «Гояс» стал присоединившимся членом Клуба Тринадцати, организации самых популярных и титулованных клубов Бразилии. Помимо футбола, в клубе культивируются баскетбол, волейбол, плавание и мини-футбол.
В 2010 году клуб выбыл из элитного дивизиона чемпионата Бразилии с 19-го места, одновременно добившись наивысшего достижения на международной арене, дойдя до финала Южноамериканского кубка.

## История
Клуб был основан сравнительно недавно 6 апреля 1943 года болельщиками «Палмейраса», в честь которого получил свои цвета. В первый год существования команды было зарегистрировано всего 33 болельщика, что стало предметом шуток и насмешек со стороны других команд Гоянии, болельщики которых называли в 1950-е и 1960-е годы «Гояс» «Клубом тридцати трёх» (порт. Clube dos 33).
Свой первый матч команда провела в форме, пожертвованной командой «Америка Минейро», чьими цветами также были зелёный и белый, причём зелёных футболок с белыми полосками не хватило и два футболиста играли против «Атлетико Гояниенсе» в белых футболках.
В целом, в 1940-е и 1950-е годы «Гояс» был небольшой командой, не добивавшейся значительных успехов на футбольном поле. В 1954—1961 годах за команду выступал первый кумир торсиды, нападающий Тан Сегурадо, который сумел стать лучшим бомбардиром чемпионата штата в 1956 году. Тем самым, клуб «Гояс» впервые смог хотя бы таком качестве заявить о себе на спортивной арене штата.
Всё начало меняться в 1966 году, когда команда, ведомая защитником и капитаном Макале сумела впервые в своей истории выиграть Лигу Гоияно. С тех пор бело-зелёный клуб прочно вошёл в число лидеров в своём штате. Начиная с 1971 года клуб выиграл ещё 26 титулов в штате Гояс, выйдя по этому показателю на первое место. Кроме того, на данный момент «Гояс» является самым популярным клубом своего штата с 1,6 млн болельщиками. По этому показателю это 16-й клуб Бразилии. В рейтинге КБФ «Гояс» прочно удерживает 13-е место, уступая лишь двенадцати традиционным грандам из штатов Сан-Паулу, Рио-де-Жанейро, Риу-Гранди-ду-Сул и Минас-Жерайс.
С 1973 года команда выступала в большей части чемпионатов Бразилии в элитном дивизионе. В Серии B «Гояс» за всё это время играл лишь в сезонах 1980, 1994 и 1999 (чемпион Серии B). По итогам 2010 года клуб вылетел из Серии A в четвёртый раз.
В 1990 году клуб дошёл до финала Кубка страны, где уступил «Фламенго» по итогам двухматчевого противостояния со счётом 0:1.
В 1999 году «Гояс» стал чемпионом Бразилии в Серии B и вернулся в элиту. В 2005 был достигнут наивысший результат в чемпионате — 3-е место и путёвка в Кубок Либертадорес. До этого самым высоким было 4-е место в 1996 году.
Сезон 2010 выдался для команды противоречивым. С одной стороны, за несколько туров до окончания чемпионата стало очевидно, что «Гоя́су» не удастся спастись от вылета в Серию B (при этом клуб «Атлетико Гоияниенсе», один из принципиальных соперников, сохранил место в элите). С другой стороны, «Гояс» добился лучшего результата в своей истории на международной арене, выйдя в финал Южноамериканского кубка, где «попугаи» уступили лишь в серии пенальти аргентинскому «Индепендьенте» — самому титулованному клубу Южной Америки. Лидерами команды в этот период являлись вратарь и капитан команды Арлей, защитник Маркан, нападающие Рафаэл Моура (лучший бомбардир ЮАК-2010) и Отасилио Нето.
В 2012 году «Гояс» досрочно обеспечил себе победу в Серии B и спустя два года вернулся в Серию A. В 2016—2018 годах выступал в Серии B. В 2019—2020 годах вновь выступал в Серии A. С 2021 года играет в Серии B.

## Достижения
- Чемпион штата Гояс (28): 1966, 1971, 1972, 1975, 1976, 1981, 1983, 1986, 1987, 1989, 1990, 1991, 1994, 1996, 1997, 1998, 1999, 2000, 2002, 2003, 2006, 2009, 2012, 2013, 2015, 2016, 2017, 2018
- Чемпион Бразилии в Серии B (2): 1999, 2012
- Финалист Кубка Бразилии (1): 1990
- Кубок Центро-Запада (3): 2000, 2001, 2002
- Финалист Южноамериканского кубка (1): 2010

## Статистика выступлений с 2001 года
| Сезон | Ранг | Турнир  | Место | И  | В  | Н  | П  | ГЗ | ГП | Очки |
| ----- | ---- | ------- | ----- | -- | -- | -- | -- | -- | -- | ---- |
| 2001  | 1    | Серия A | 10    | 27 | 12 | 3  | 12 | 38 | 32 | 39   |
| 2002  | 1    | Серия A | 12    | 25 | 10 | 6  | 9  | 42 | 39 | 36   |
| 2003  | 1    | Серия A | 9     | 46 | 18 | 11 | 17 | 78 | 63 | 65   |
| 2004  | 1    | Серия A | 6     | 46 | 21 | 9  | 16 | 81 | 68 | 72   |
| 2005  | 1    | Серия A | 3     | 42 | 22 | 8  | 12 | 68 | 51 | 74   |
| 2006  | 1    | Серия A | 8     | 38 | 15 | 10 | 13 | 63 | 49 | 55   |
| 2007  | 1    | Серия A | 16    | 38 | 13 | 6  | 19 | 49 | 62 | 45   |
| 2008  | 1    | Серия A | 8     | 38 | 14 | 11 | 13 | 57 | 47 | 53   |
| 2009  | 1    | Серия A | 9     | 38 | 15 | 10 | 13 | 64 | 65 | 55   |
| 2010  | 1    | Серия A | 19    | 38 | 8  | 9  | 21 | 41 | 68 | 33   |
| 2011  | 2    | Серия B | 11    | 38 | 16 | 4  | 18 | 51 | 57 | 52   |
| 2012  | 2    | Серия B | 1     | 38 | 23 | 9  | 6  | 75 | 37 | 78   |
| 2013  | 1    | Серия A | 6     | 38 | 16 | 11 | 11 | 48 | 44 | 59   |
| 2014  | 1    | Серия A | 12    | 38 | 13 | 8  | 17 | 38 | 40 | 47   |
| 2015  | 1    | Серия A | 19    | 38 | 10 | 8  | 20 | 39 | 49 | 38   |
| 2016  | 2    | Серия B | 13    | 38 | 13 | 11 | 14 | 49 | 48 | 50   |
| 2017  | 2    | Серия B | 14    | 38 | 12 | 9  | 17 | 35 | 46 | 45   |
| 2018  | 2    | Серия B | 4     | 38 | 18 | 6  | 14 | 54 | 50 | 60   |
| 2019  | 1    | Серия A | 10    | 38 | 15 | 7  | 16 | 46 | 64 | 52   |
| 2020  | 1    | Серия A | 18    | 38 | 9  | 10 | 19 | 41 | 63 | 37   |